# کارنگولا
کارنگولا (به پرتغالی: Carangola) یک شهرداری در برزیل است که در میناز ژرایس واقع شده‌است. کارنگولا ۳۳٬۰۱۱ نفر جمعیت دارد و ۳۹۹ متر بالاتر از سطح دریا واقع شده‌است.